# Flexera Software
Flexera Software (укр. Флексера Софтвеа) — американський розробник програмного забезпечення, раніше відомий як Acresso Software. Найпопулярнішими утилітами компанії є FlexNet Publisher — менеджер ліцензій і InstallShield — система створення інсталяторів, а також пакетів програмного забезпечення.

## Діяльність
Компанія зосереджена на проектуванні високоякісних професійних продуктів, які допоможуть зробити процес установки програмного забезпечення на комп'ютери і оновлення вже встановленого максимально простим і зручним, а також створенні високоінтелектуальних продуктів для управління ліцензіями програм. Крім того, адаптовані пакети інсталяції за допомогою продуктів Flexera можуть бути розгорнуті на корпоративних комп'ютерах.
Багато продуктів компанії були удостоєні різними оглядами в популярних виданнях та нагородами.

## Партнери
У число партнерів і клієнтів Flexera Software входять відомі в усьому світі компанії, такі як: Adobe, Autodesk, Boeing, Citrix, DreamWorks, Feature Animation, IBM, Hewlett Packard, Nokia, Schlumberger, Sun Microsystems, Sybase, The MathWorks, Paragon, Pixar та інші.
В 2004 році компанію Flexera купила Macrovision. У липні 2009 року компанія Macrovision змінює свою назву на Rovi Corporation. 1 квітня 2008 року компанія Macrovision (у тому числі і бренд InstallShield) була продана приватній інвестиційній компанії Thoma Cressey Bravo, утворюючи нову компанію під назвою Acresso Software Corporation. У жовтні 2009 Acresso Software Corporation анонсувала собі нову назву — Flexera Software.

## Продукція
- InstallShield
- FlexNet Publisher
- Admin Studio
- InstallAnywhere